# BMW i3

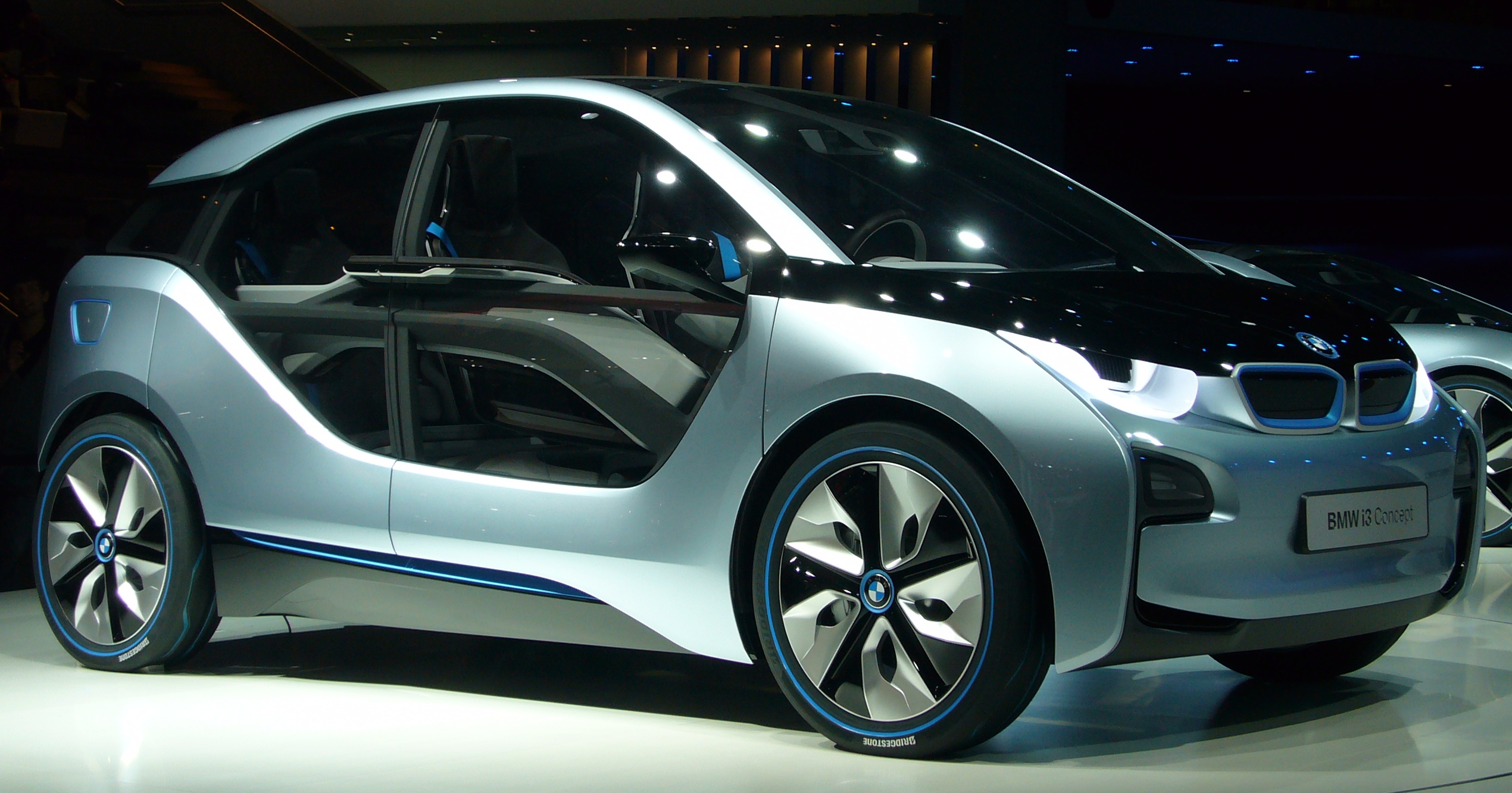
concept car model BMW i3 2011

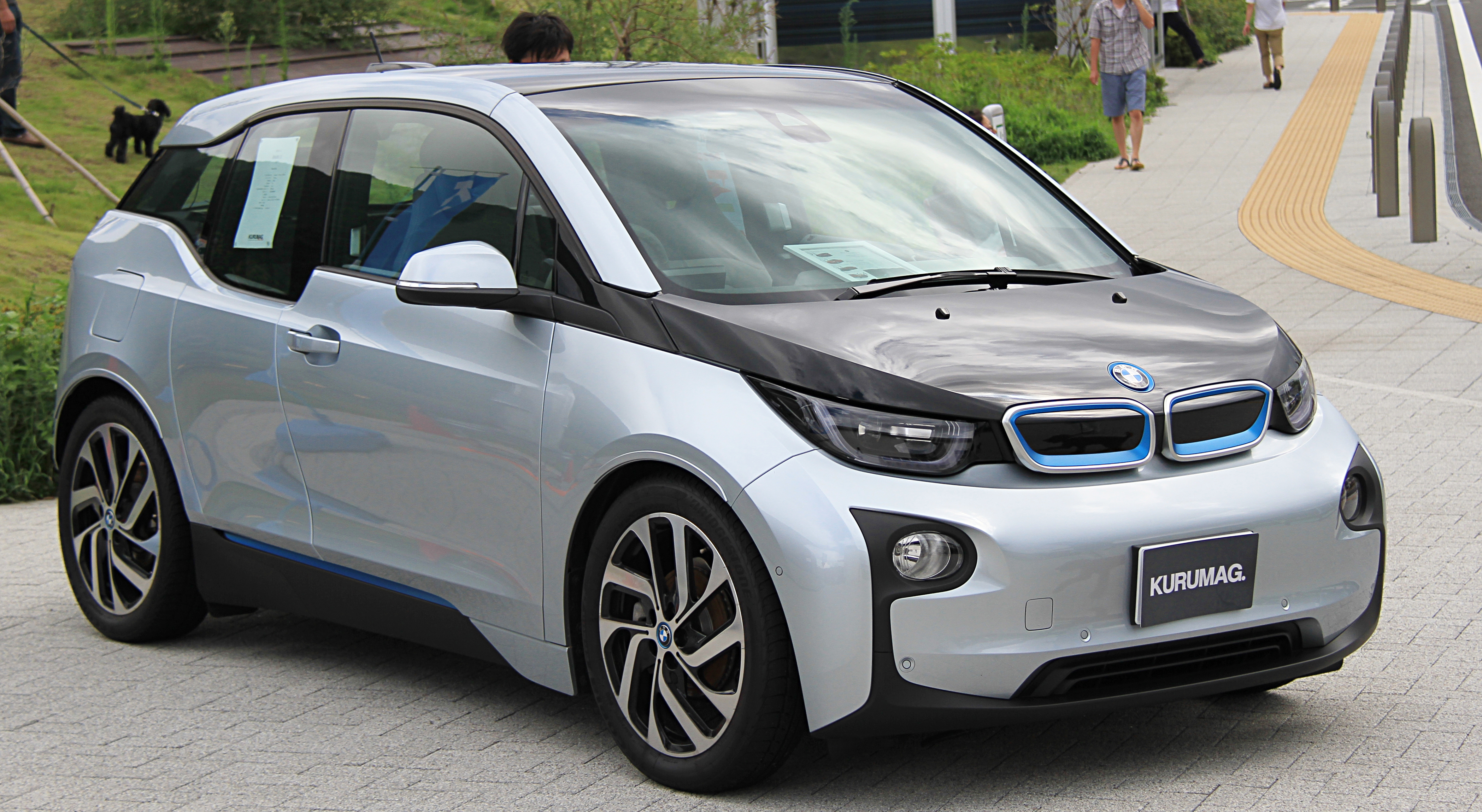
BMW i3 (2014)

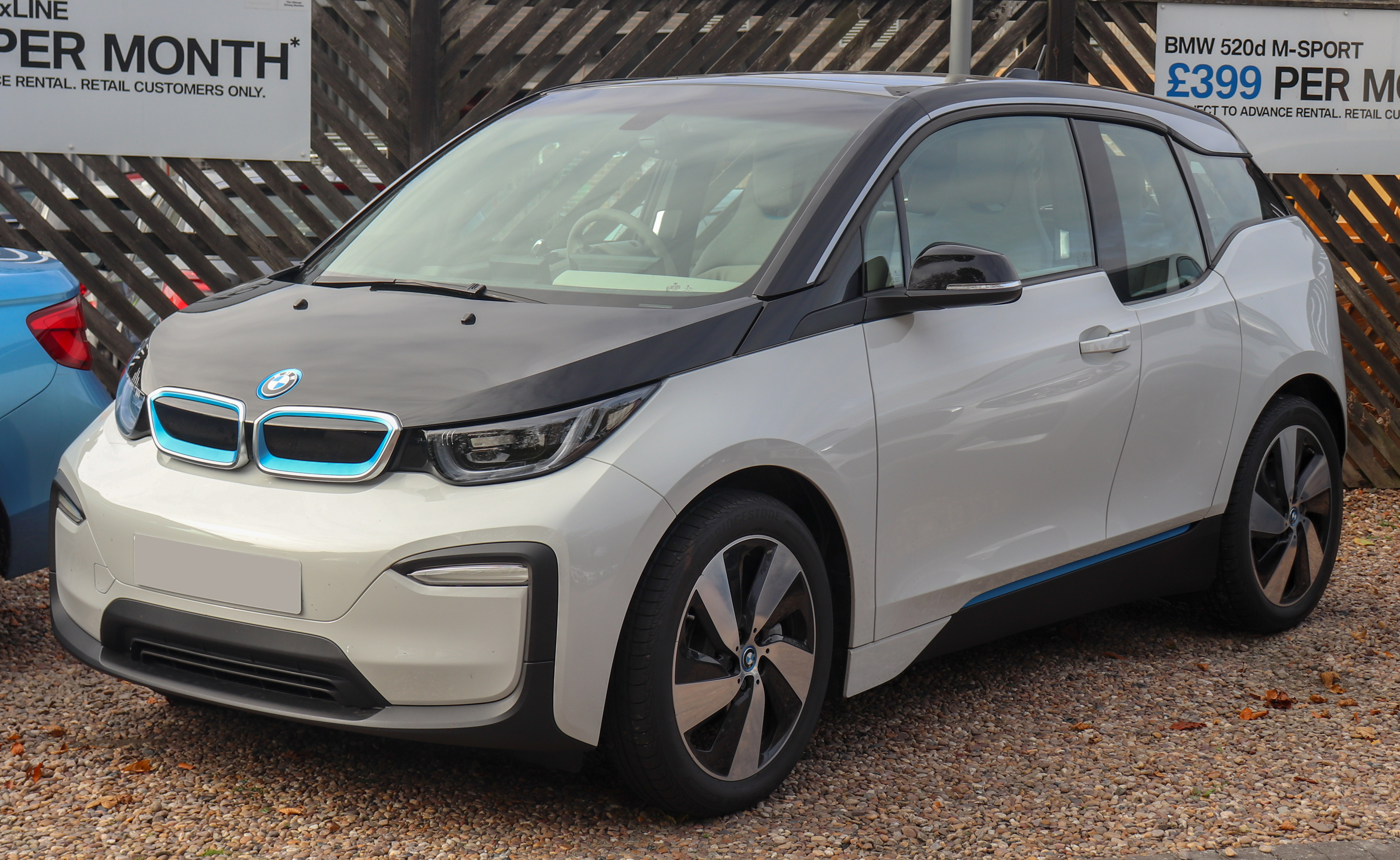
(BMW i3 (2017)

De BMW i3 is een elektrische auto gemaakt door de autofabrikant BMW. De auto stond voorheen ook bekend als MCV (Mega City Vehicle).

## Project I
In 2007 is BMW in het geheim begonnen met het submerk BMW i. Het submerk werd wereldkundig gemaakt in 2011. De i3 is het eerste model van het submerk dat uitkomt. De geplande introductiedatum is 13 november 2013. Het is de eerste auto van het nieuwe submerk i. Ook de sportieve hybride BMW i8 valt hieronder. Dit model is in 2014 geïntroduceerd.

## BMW i3 60Ah (22 kWh)
De auto had een 22 kWh lithium-ion-accu, waarmee naar verwachting tussen de 130 en 160 kilometer afgelegd kon worden. De te verwachten actieradius is gemeten naar aanleiding van het rijgedrag van de gemiddelde BMW 3-serie rijder. Optioneel kon de i3 uitgerust worden met een range extender, waarmee de actieradius ongeveer 320 kilometer bedroeg. De range extender was een uit een 647cc tweecilinder benzinemotor van Kymco, welke ook door de motorendivisie van BMW werd gebruikt. De kleine motor dreef niet de wielen aan, maar was bedoeld om de accu's op te laden. De productieversie van de BMW i3 werd maandag 29 juli 2013 aan de wereldpers gepresenteerd.

#### Vanafprijs Nederland
De vanafprijs op de Nederlandse markt is vastgesteld op 35.500 euro. Voor dat geld levert BMW de volledig elektrische versie, met een 125 kW (170 pk) sterke elektromotor. In tegenstelling tot de volledig elektrische i3 stoot de versie met range extender wel CO2 uit, maar slechts 20 g/km. De prijs van deze versie is vastgesteld op 39.950 euro.

#### Vanafprijs België
In België krijgt de BMW i3 identieke specificaties en prijzen als in Nederland. De i3 kost er 35.500 euro zonder range extender en 39.950 euro met range extender.

##### Subsidies BMW i3 België
Sinds 2013 kunnen 100% elektrische auto's, zoals de BMW i3 zonder range extender, niet meer rekenen op 30% belastingaftrek voor particulieren. Particulieren kunnen voor de 100% elektrische i3 nog rekenen op een vrijstelling van BIV (belasting op inverkeerstelling) en de laagste wegenbelasting van 75 euro.

## BMW i3 94Ah (33 kWh)
Sinds 2017 is de vernieuwde BMW i3 met een 33 kWh accu leverbaar. De maximale actieradius is ongeveer 250 kilometer in de praktijk en sterk afhankelijk van de buitentemperatuur. Dit model is eveneens leverbaar met range-extender.

## BMW i3 120Ah (42 kWh)
De laatst bekende modellen (2019/2020) van de BMW i3 zijn de 120Ah met een WLTP van 310 km (260 km reëel) en de 120Ah S die wat meer vermogen en een wat kleinere range heeft.